# バ美肉

バ美肉（バびにく）とは、バーチャル美少女受肉（バーチャルびしょうじょじゅにく）またはバーチャル美少女セルフ受肉（バーチャルびしょうじょセルフじゅにく）の略語。美少女のアバターを纏うこと、あるいは、纏ったうえでサイバースペース（バーチャル空間）の美少女として、VRChat等のサイバースペースで活動したり、バーチャルYouTuber、バーチャルアイドルなどとして活動することを指す。ボイスチェンジャーを使う・自身の発声方法を工夫するなどして発声を美少女に変えるか、または地声のままで、美少女の3Dモデル・イラスト等を使い、バーチャルな美少女になること。この場合の「受肉」は「肉体（アバター）を手に入れる」という意味合いであり、キリスト教における教理の「受肉」とは別義である。
例えば成年男性が受肉すれば「バ美肉おじさん」と呼ばれる。本来は「バ美肉」という言葉は、男性に限らず、企業などによるプロデュースではなく自分でキャラクターを作り、それに声を当ててサイバースペースで活動することを指していたが、現在では自分でキャラクターを制作したか否かに関わらず、男性がボイスチェンジャーなどを使用し、女性として立ち振る舞うこと、または、その人（バ美肉おじさん）を指すことも多い。

## 由来
バーチャルYouTuber業界では演者のことを「魂」、キャラクターの絵や3Dモデルのことを「肉体」、絵や3Dモデルを手に入れることを「受肉」と呼ぶ。「受肉」は月ノ美兎が『月ノ美兎の放課後ニコ生放送局』において、自身の3Dモデルを初めて手に入れた時の発言に由来する用法である。
バーチャルYouTuber業界では魂と肉体が同じ性別というのが主流である。その一方で2017年（平成29年）末、肉体は女性、魂と声は男性のバーチャルのじゃロリ狐娘Youtuberおじさんが人気を博した。彼女は魂が男性（おじさん）であると明かし、見た目は美少女キャラクターで発声は男性のまま、男性でも美少女になれることを示した。彼女の動画を見て活動し始めたバーチャルYouTuberやバ美肉おじさんも多い。彼女により、キャラクターがかわいいなら中身がおじさんでもどうでもいい、という価値観が生まれたのである。
一歩進んでバ美肉では可愛さだけでなく、魂（演者）の存在と性別の不一致をオープンにして、このギャップをもコンテンツの一つとして楽しむことがほとんどである。魂の存在を認める者が多いことは、バーチャルYouTuberとバ美肉との相違点である。性別の不一致を認める者が多いことは、ネカマとバ美肉との相違点である。
バーチャルのじゃロリ狐娘Youtuberおじさんの登場以後、ARu子などの一部の動きを除き美少女受肉の流行は沈静化したが、2018年（平成30年）5月末、漫画家のリムコロとイラストレーターの巻羊が、FaceRigおよびLive2Dというソフトウエアを用いて、生配信でイラストを動かす方法を紹介、それがイラストレーターの間で急速に普及した。バーチャルYouTuberにはイラストレーターを本業とする人が元々多かったことも手伝って、やがて「魂が男性である」と公言するバーチャルYouTuberが寄り集まり、コミュニティを作り始めた。2018年6月、「バーチャル美少女セルフ受肉おじさん女子会ワンナイト人狼」という生配信が行われ、この配信のタイトルがバ美肉の語源となった。この生配信に参加していた魔王マグロナは、チャンネル登録者数の多さやその可愛さからバ美肉おじさんの中でも有力視され、第一人者と呼ばれることもある。さらに、初めてボイスチェンジャーを利用し美少女ボディを用いて配信を行ったことから、彼女がバ美肉おじさんのはしりであるとされる。

## 地獄
「地獄のような」という概念はバ美肉を端的に表す言葉としてよく用いられている。実際にリムコロ、巻羊、マグロナ、名取さならは、『Vティーク』の取材にて「バ美肉とは?」と聞かれ、性癖を歪めてしまう、闇が深い、などを理由に全員「地獄である」と回答している。
マグロナによると、元々は「自分自身で絵を描いて自分自身を美少女に変えたおじさんが、寄り集まってワイワイしている地獄のような」コンテンツである、という意味でバーチャル美少女セルフ受肉おじさん女子会という生配信タイトルにしたのが、いつの間にかセルフが抜け落ち、「男性が美少女の肉体を手に入れて演じている」という意味も追って生まれてしまったという。なお、マグロナの魂に女性化願望はない。

## 利点
歌舞伎の女形や、宝塚歌劇団の男役との共通点、すなわち同性だからこそ同性の心がより理解できていることが強みではないかといわれている。また、魂の存在を認めているので、演者の存在が表沙汰になってもスキャンダルにならない、さらに普通のバーチャルYouTuberと違い演者が男性なので、ファンとの異性関係のトラブルがほぼ起こり得ないことも強みの一つである。
マグロナによるとバ美肉とは、自分の考えた美少女キャラクターを自らプロデュースしたいと思っている人間に道を開くものだという。初音ミク（ボーカロイド）の登場により、コンポーザーはボーカルを雇う必要がなくなり、自分だけで曲の発表まで漕ぎつけることができるようになった。ちょうど同じことが、バーチャルYouTuberとその技術、さらにボイスチェンジャーの普及によりキャラクター業界にも起きている、と述べている。
いちから株式会社COOの岩永太貴や、SHOWROOM株式会社社長の前田裕二など、バーチャルYouTuber関連企業の上層部がバーチャル美少女受肉し、各種イベントに出ることもある。

## 発声
普通の男性の発声を、機器的な操作だけで女性の発声に変換するのは困難である。声を裏声、もしくはそれに近いミックスボイスで出すことで女性の発声に寄せておくことが肝要で、ボイスチェンジャーでのピッチとフォルマントの変化量は、小さいほどより自然な女性の発声になるという。さらに竹花ノートらなど、ボイスチェンジャーを一切使わずに女性の声を発するバ美肉おじさんもおり、彼女らは「両声類」とも呼ばれる。そして声そのものだけでなく、喋り方や抑揚も、声の女性らしさに非常に大きくかかわる。

## メディア
NHK Eテレ『ねほりんぱほりん』の2020年（令和2年）1月8日放送回では、「バ美肉」をテーマとしゲストとしてバ美肉おじさん3人が登場した。VTuberブーム前から活動しており、世界最古の個人系VTuberを自称しているバーチャル美少女ねむもこの回にゲスト出演し、バ美肉おじさんであることが明らかになった。地上波で流れたことにより、「バ美肉」という言葉に認知が進んだ。また、バーチャル美少女ねむは2020年9月21日にフランスの日刊紙「Libération」の記事「バーチャル異性装が日本でブームに」で取り上げられ、これにより「ba-bi-niku（バ美肉）」の言葉がフランス語圏にも紹介されることとなった。

## イベント

### リアルイベント
バーチャルのコンテンツではあるが、今までに何度かバ美肉を主題としたリアルイベントが開催されている。
バ美肉ナイトクラブ in 渋谷
2018年（平成30年）10月31日（ハロウィン）にPANORAが主催した、渋谷にて開催されたイベントである。バ美肉VTuberの竹花ノート、魔王マグロナおよび兎鞠まりが共演した。Twitterのトレンドでは日本4位、東京2位となった。また、共催のSHOWROOMでの公式配信においても来場者2,000人以上となった。1時間のトークライブが行われ、終了後は、会場でグッズを買ったファンが本人と話せるお話会も行われた。また、DJ SHARPNELが生出演し、オープニングアクトを務めた。
VTuberトークセッション〜次のバ美肉はキミだ〜
2018年11月4日に東洋大学情報連携学部（東洋大学赤羽台キャンパス）の大学祭「INIAD-FES」にて開催された。バ美肉VTuberの魔王マグロナ、兎鞠まり、竹花ノートに加え、名取さなが出演した。
愛☆バ美肉ナイトクラブ
2019年（平成31年）3月14日（ホワイトデー）に、秋葉原TwinBoxにて行われた、上記の「バ美肉ナイトクラブ in 渋谷」の第2弾イベントである。第1回も共演した魔王マグロナと兎鞠まりに加え、オニャンコポンおよびだてんちゆあもトークイベントに参加した。前回出演していたDJ SHARPNELがホール開場時に動画で出演した。

### バーチャルイベント
VR上でもバ美肉を主題としたイベントが開催されている。
バ美肉紅白
2020年（令和2年）8月30日、ボイスチェンジャーと両声類の「バ美肉」VTuber8名による歌合戦が行われた。主催はバーチャル美少女ねむ。

## バ美肉を主題とした作品
- ビバ!バ美肉ビートライフ - MOSAIC.WAV作詞・作曲・編曲、ビートまりおおよび伊東ライフによるバ美肉を主題とした楽曲[48]。本項における「バーチャル美少女セルフ受肉」とは意味が異なる。